# Ciclone Freda
O Ciclone Tropical Severo Freda foi um ciclone tropical intenso que se desenvolveu durante a temporada de ciclones do Pacífico Sul de 2012–13 e afetou a Nova Caledónia e as Ilhas Salomão como um ciclone tropical fraco. O sistema que se tornaria o Ciclone Freda foi classificado pela primeira vez em 26 de dezembro de 2012, como uma perturbação tropical. Ele gradualmente se desenvolveu e foi classificado como um ciclone tropical e chamado de Freda ao passar pelas Ilhas Salomão em 28 de dezembro.
Dentro das Ilhas Salomão, nenhuma vítima e uma quantidade moderada de danos foram relatados. Dentro da Nova Caledônia, uma pessoa se afogou enquanto outra pessoa ficou desaparecida depois de tentar atravessar uma ponte. Na Nova Caledônia, danos graves e duas mortes foram relatados depois que Freda afetou o território por volta do ano novo de 2012-13.
À medida que o sistema passava perto da Nova Caledônia, começou a enfraquecer rapidamente e se tornou uma depressão tropical em 1 de janeiro.

## História meteorológica
Em 26 de dezembro de 2012, o Centro Meteorológico Especializado Regional do Serviço Meteorológico de Fiji em Nadi (RSMC Nadi) informou que a Perturbação Tropical 05F havia se desenvolvido dentro de uma área de cisalhamento vertical baixo a moderado cerca de 1,075 km (668 mi) ao norte de Porto Vila, Vanuatu. Durante aquele dia, à medida que o sistema se movia para o oeste, a convecção em torno do centro e a organização geral do sistema aumentaram, antes que o RSMC Nadi informasse que o sistema havia se desenvolvido em uma depressão tropical. Durante 27 de dezembro, a depressão começou a se mover para o sudoeste e o sul das Ilhas Salomão, à medida que a convecção em torno do centro e a organização geral do sistema continuavam a aumentar. O sistema então passou perto do sul das Ilhas Salomão no início do dia seguinte, antes que o Centro Conjunto de Alerta de Tufões dos Estados Unidos (JTWC) designasse a depressão como Ciclone Tropical 06P e iniciasse alertas sobre ela, já que o sistema havia se tornado equivalente a uma tempestade tropical. Mais tarde naquele dia, o RSMC Nadi informou que a depressão havia se tornado um ciclone tropical de categoria 1 na escala de intensidade de ciclone tropical australiano e o nomeou Freda, pois continuou a se mover para o sudoeste e passou perto da Ilha Rennell. Durante 29 de dezembro, Freda continuou a se mover para o sul-sudoeste, cruzou 160 °E e mudou-se brevemente para a região australiana, antes de começar a se mover para o sul-sudeste ao longo da borda ocidental da crista subtropical de alta pressão e recuar. na bacia do Pacífico Sul. Durante esse dia o sistema desenvolveu um olho de diâmetro de 20 km (12 mi) enquanto se intensifica significativamente ainda mais, com RSMC Nadi relatando às 1800 UTC que Freda se tornou um ciclone tropical severo de categoria 3 com ventos sustentados de 10 minutos de 150 km/h (95 mph).
Durante 30 de dezembro, Freda continuou a se intensificar ainda mais antes do RSMC Nadi reportar às 1200 UTC que Freda atingiu o pico com velocidades de vento sustentadas de 10 minutos de 185 km/h (115 mph), o que o tornou um ciclone tropical severo de categoria 4. O JTWC posteriormente seguiu o exemplo seis horas depois e relatou que Freda atingiu o pico com ventos sustentados de 1 minuto de 205 km/h (127 mph), o que o tornou equivalente a um furacão de categoria 3 na escala de furacões Saffir-Simpson. Depois de atingir o pico, Freda rapidamente enfraqueceu enquanto continuava a se mover em direção ao sul-sudeste, à medida que o cisalhamento vertical sobre o sistema aumentava e fazia com que a convecção sobre o semicírculo norte de Freda se desgastasse gradualmente. Por volta das 0000 UTC em 1 de janeiro, o JTWC informou que Freda havia se tornado equivalente a um furacão de categoria 1, enquanto o RSMC Nadi informou que o sistema havia enfraquecido em um ciclone tropical de categoria 2. Ao longo daquele dia, Freda continuou a enfraquecer. Em 1800 UTC, após a convecção profunda ter se deslocado para o leste do centro de circulação de baixo nível, o RSMC Nadi informou que o ciclone havia se tornado uma depressão tropical. Durante o dia seguinte, o JTWC emitiu seu aviso final sobre o sistema depois que o centro de circulação de baixo nível ficou totalmente exposto antes que a depressão tropical remanescente cruzasse a parte norte da Ilha Grande Terre da Nova Caledônia. Depois de cruzar a maior ilha da Nova Caledônia, Freda começou a se mover para sudeste entre Grande Terre e as Ilhas Lealdade, enquanto o JTWC relatou que Freda havia se tornado um ciclone subtropical, pois estava posicionado sob um forte fluxo subtropical de oeste. A depressão tropical remanescente foi posteriormente observada pela última vez em 4 de janeiro, quando se dissipou cerca de 630 km (390 mi) ao sudoeste de Nadi, Fiji.

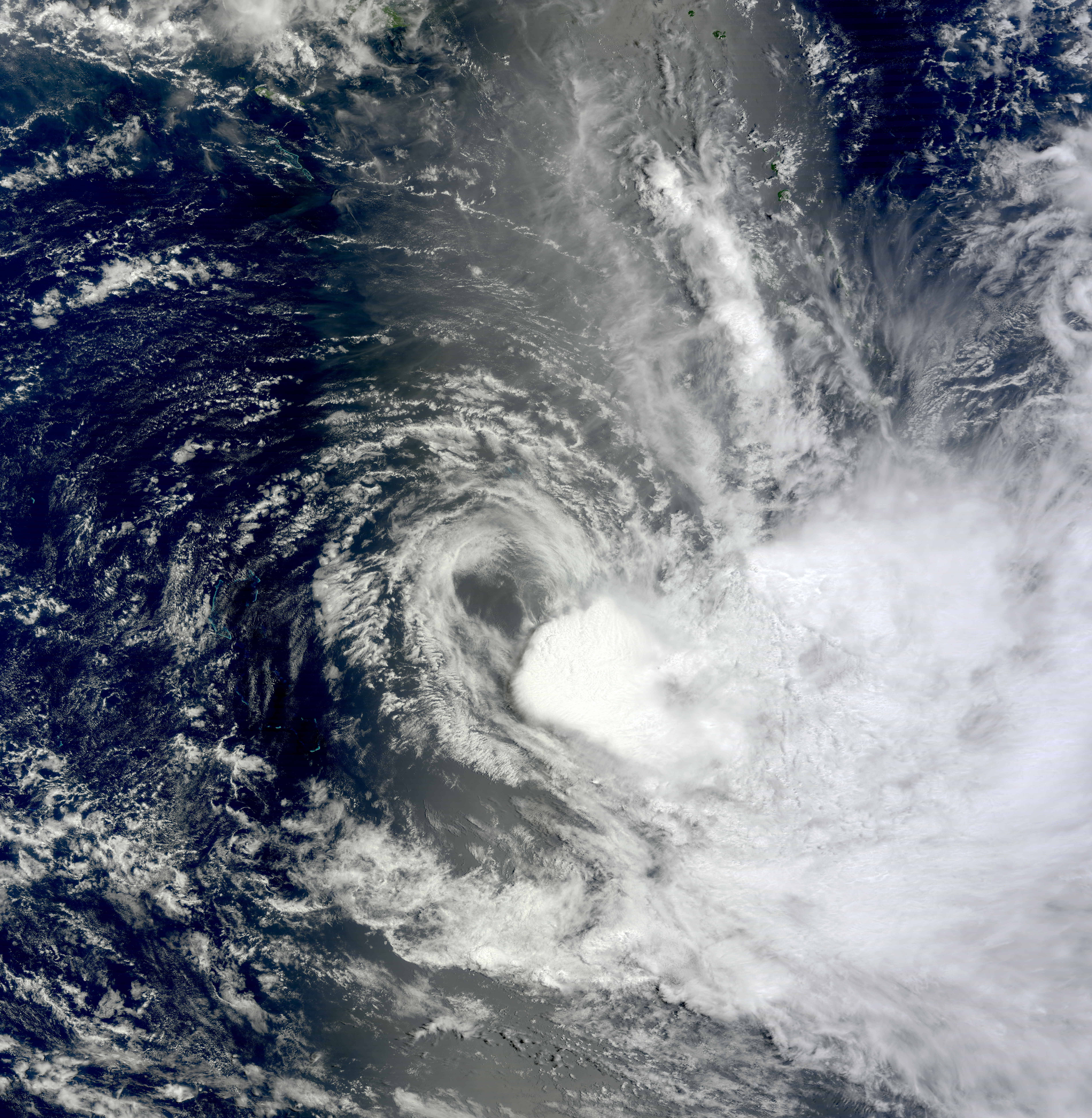
Um ciclone desorganizado Freda se aproximando da Nova Caledônia em 1 de janeiro

### As Ilhas Salomão
O ciclone Freda causou danos moderados quando afetou as Ilhas Salomão entre 27 e 30 de dezembro, com ventos de até 130 km/h (81 mph). Antes de o sistema chegar ao país, o Serviço Meteorológico das Ilhas Salomão emitiu vários Avisos e alertas de ciclone tropical para partes do arquipélago, incluindo as ilhas de Makira, Malaita, Guadalcanal, Temotu, Sikaiana, Rennell e Bellona. Dentro das Ilhas Salomão, ventos de até 130 km/h (81 mph) açoitavam telhados de casas e derrubavam árvores, enquanto fortes chuvas faziam os rios subirem e inundarem. As províncias de Makira e Ulawa foram as mais afetadas, com danos à infraestrutura, hortas e abrigos relatados. Várias hortas e casas também foram destruídas na ilha de Guadalcanal, enquanto outras províncias, incluindo as províncias de Malaita, Temotu, Isabel e Central, relataram danos mínimos ou nenhum dano.
Freda trouxe ventos fortes e chuvas que derrubaram árvores e levantaram telhados. A Ilha Makira foi a mais atingida, com a subida dos rios inundando algumas áreas.
A maior parte dos danos nas Ilhas Salomão foi causada por inundações generalizadas em ilhas remotas, enquanto não houve relatos de vítimas.
Em 31 de dezembro, o Escritório Nacional de Gerenciamento de Desastres das Ilhas Salomão aprovou um orçamento de US$ 3,7 milhões para programas de trabalho, transporte, logística e suprimentos de ajuda alimentar para lidar com os danos deixados pelo ciclone Freda.

### Nova Caledônia
Em 29 de dezembro, o alto comissário francês para a Nova Caledônia colocou todo o arquipélago sob um pré-alerta, pois esperava-se que Freda gerasse fortes chuvas e atrapalhasse as celebrações da véspera de Ano Novo.
Dentro da Nova Caledônia, os ventos mais fortes foram observados na costa sul-sudoeste de Grand Terre, com uma rajada máxima de 154 km/h (96 mph) e uma quantidade de chuva de 438 mm (17.2 in) foram registrados na estação meteorológica de Goro.
Um homem se afogou em alto mar por Freda, enquanto outro desapareceu depois de tentar atravessar um rio cheio.